# Judá (patriarca)

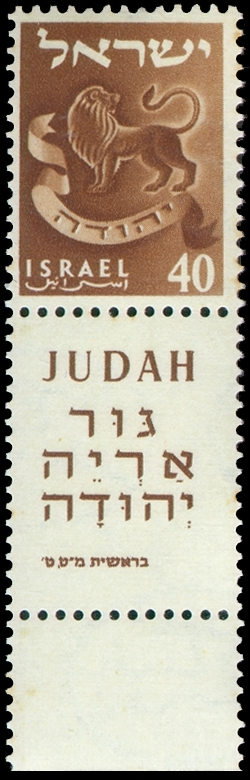
Símbolo de la tribu de Judá. Inscripción hebrea: "Cachorro de león es Judá" (Génesis 49:9).

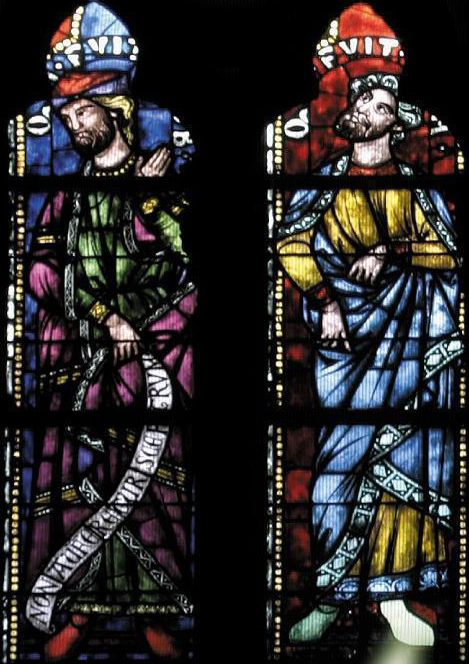
Jacob (izquierda) y Judá (derecha). Vitral de la catedral de Estrasburgo

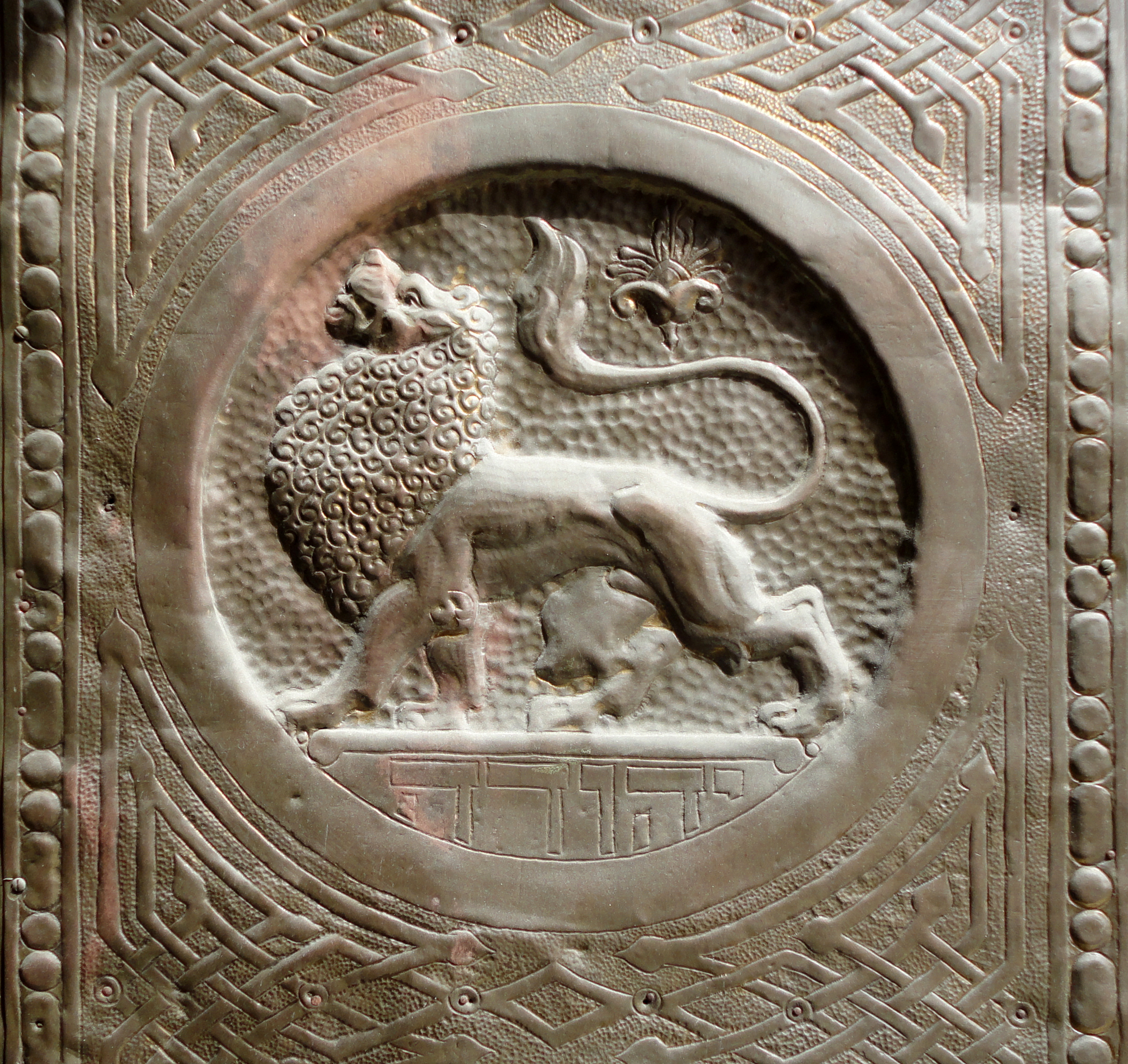
León de Judá. El león es un tradicional símbolo de Judá, יְהוּדָה (escrito en hebreo).

Mapa con las doce tribus israelitas, 1200-1050 a. C. El territorio de la Tribu de Judá figura en color siena al oeste del Mar de la Sal.

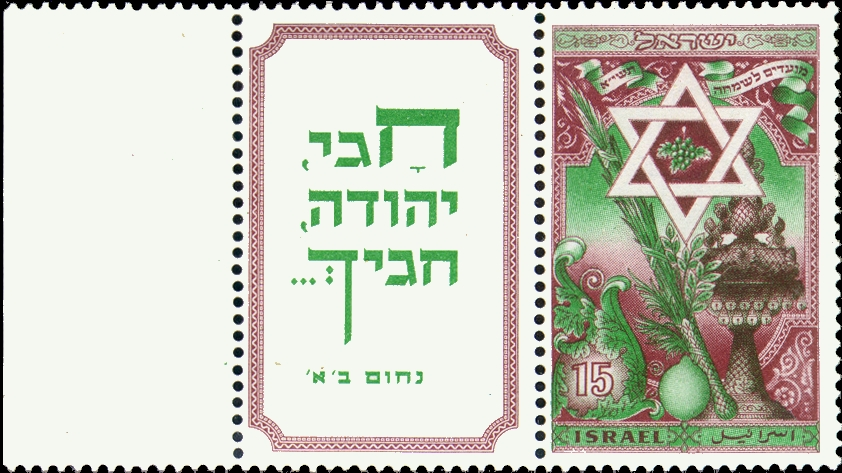
Arthur Szyk, « Celebra tus fiestas, Judá », estampilla israelí, 1950.

Judá (יְהוּדָה) fue el cuarto hijo de Jacob, un importante líder de las doce tribus de Israel y uno de los principales ancestros del pueblo judío perteneciente directo de la genealogía de David.
Nació en Harán, tierra en donde su padre se había refugiado huyendo de su hermano Esaú (Gén. 27 y 28). Su madre fue Lea, una de las hijas de Labán que había sido dada como esposa a Jacob por sus siete años de trabajo (Gén. 29:15-27).
El capítulo 38 del Génesis interrumpe el relato de la historia de su hermano José para contar el episodio de Judá con su nuera Tamar. Judá se había casado con una mujer cananea, hija de Súa. La cananea le dio tres hijos en este orden: Er, Onán y Selá. Er tomó por esposa a Tamar, pero luego murió debido a su mala conducta. Onán sucedió a su hermano mayor y se casó con Tamar, mas sabiendo que sus hijos no serían suyos, no terminaba el acto sexual, derramando su esperma en la tierra (esta actitud originó el equivocado término "onanismo" que se relaciona con la masturbación cuando debería referirse a la interrupción voluntaria del acto sexual). La conducta de Onán motivó su posterior muerte ordenada por Dios. Judá le dijo a Tamar que se quedara en la casa de su padre hasta que su hijo menor Selá fuera mayor de edad y pudiera casarse con ella, aunque su miedo era que Selá también muriese. Tamar, tal vez pensando que Judá nunca le daría a su último y único hijo por esposo, se disfrazó de prostituta y tuvo relaciones sexuales con su suegro para quedar embarazada, cosa que consiguió sin que Judá se diera cuenta de quién era ella. Antes de marcharse, Tamar logró que Judá le entregara su sello y su bastón como prenda hasta que le pagara por haberle dejado que se acostara con ella. Cuando Judá volvió para pagarle, ya no la encontró. Luego de tres meses Judá se enteró de que Tamar estaba embarazada, por lo que ordenó que la quemaran como castigo por su adulterio -hay que recordar que aunque Tamar no estaba casada en ese momento, había sido prometida a Selá-; pero cuando estaban por quemarla, Tamar probó gracias al sello y el bastón de su suegro que era él quien la había embarazado. Judá la perdonó, ya que se sentía culpable por haberle hecho esperar por su hijo Selá. Tamar le dio dos gemelos a Judá: Farés y Zérah. Algunos autores interpretan el hecho de que la Biblia haga hincapié en el relato del nacimiento de los hijos de Judá, así como la milagrosa salvación de José y su ascenso como gobernador en Egipto, como un preludio a la preponderancia que adquirirían los descendientes de ambos, puesto que las tribus de Efraín (segundo hijo de José) y Judá fueron importantes protagonistas en la historia posterior de Israel.
En Gén. 49:9-12 Jacob dice sus últimas palabras y profetiza sobre el futuro de la tribu de Judá, augura que será una tribu poderosa y compara a Judá con un cachorro de león. En efecto la tribu de Judá fue la más poderosa de las tribus de Israel, siempre se mantuvo aislada del resto de las otras, como muestra de ello tenemos el hecho de que David fue consagrado primeramente rey de Judá y luego de Israel. Las genealogías de Mateo y Lucas colocan a Jesús como descendiente de Judá.
De lo relatado en Éx. 1:1-6 podemos deducir que Judá murió en Egipto, que era donde su hermano José ejercía de gobernador. La descendencia de Judá está detallada en Cró. 4:1-21 y el territorio y las ciudades asignados a su tribu en Jos. 15.
La familia de Judá. Es posible que después de este incidente Judá dejara a sus hermanos. Asentó su tienda cerca de Hirá, el adulamita, y por lo visto hubo entre ellos una relación de amistad. Durante este tiempo se casó con la hija de Súa, un cananeo. Con ella tuvo tres hijos: Er, Onán y Selah. El más joven, Selah, nació en Aczib. (Gén. 38:1-5.)
Con el tiempo Judá escogió a Tamar como esposa para Er, su primogénito, pero Yavé (Dios) ejecutó a este debido a su maldad. Por tanto Judá mandó a su segundo hijo, Onán, que cumpliese con el matrimonio de cuñado y se casara con Tamar. No obstante, aunque Onán tuvo relaciones con ella, “desperdició su semen en la tierra para no dar prole a su hermano”. Por esta acción, Yavé  también le dio muerte. Luego Judá le recomendó a Tamar que volviese a la casa de su padre y esperase hasta que Selah creciese. Sin embargo, cuando Selah creció, Judá no se lo dio a Tamar en matrimonio, al parecer porque razonó que su hijo más joven pudiera morir. (Gén. 38:6-11, 14.)
Por consiguiente, después que Judá enviudó, Tamar, que se enteró de que su suegro iba a Timnah, se disfrazó de prostituta y se sentó en la entrada de Enaim, en el camino por el que Judá pasaría. Judá no reconoció a su nuera y supuso que era una prostituta, así que tuvo relaciones con ella. Cuando más tarde salió a la luz que Tamar estaba encinta, Judá insistió en que la quemaran por ramera. Sin embargo, una vez que quedó demostrado que él mismo la había dejado encinta, exclamó: “ella es más justa que yo, por razón de que yo no la di a Selah mi hijo”. De esta forma, sin ser consciente de ello, Judá había ocupado el lugar de Selah a la hora de engendrar prole legal. Unos seis meses después, Tamar dio a luz dos gemelos, Fares y Zérah. Judá no volvió a tener relaciones con ella. (Gén. 38:12-30.)